# Puerto Madero
Puerto Madero är ett distrikt i centrala Buenos Aires (Argentinas huvudstad) med fashionabla restauranger, kontorshus och exklusiva bostadshus. Det mesta i stadsdelen har uppförts kring gamla, vackert renoverade hamnmagasiner och satsningen, ett mycket lönsamt fastighetsprojekt i flera etapper, påminner om London Docklands. De första etapperna, ett stenkast från regeringshuset, blev klara i början av 90-talet och området kring den gamla hamnen byggs fortfarande ut.
Utanför stadsdelen ligger grönområdet Reserva Ecòlogica precis vid floden Río de la Plata.

## Galleri

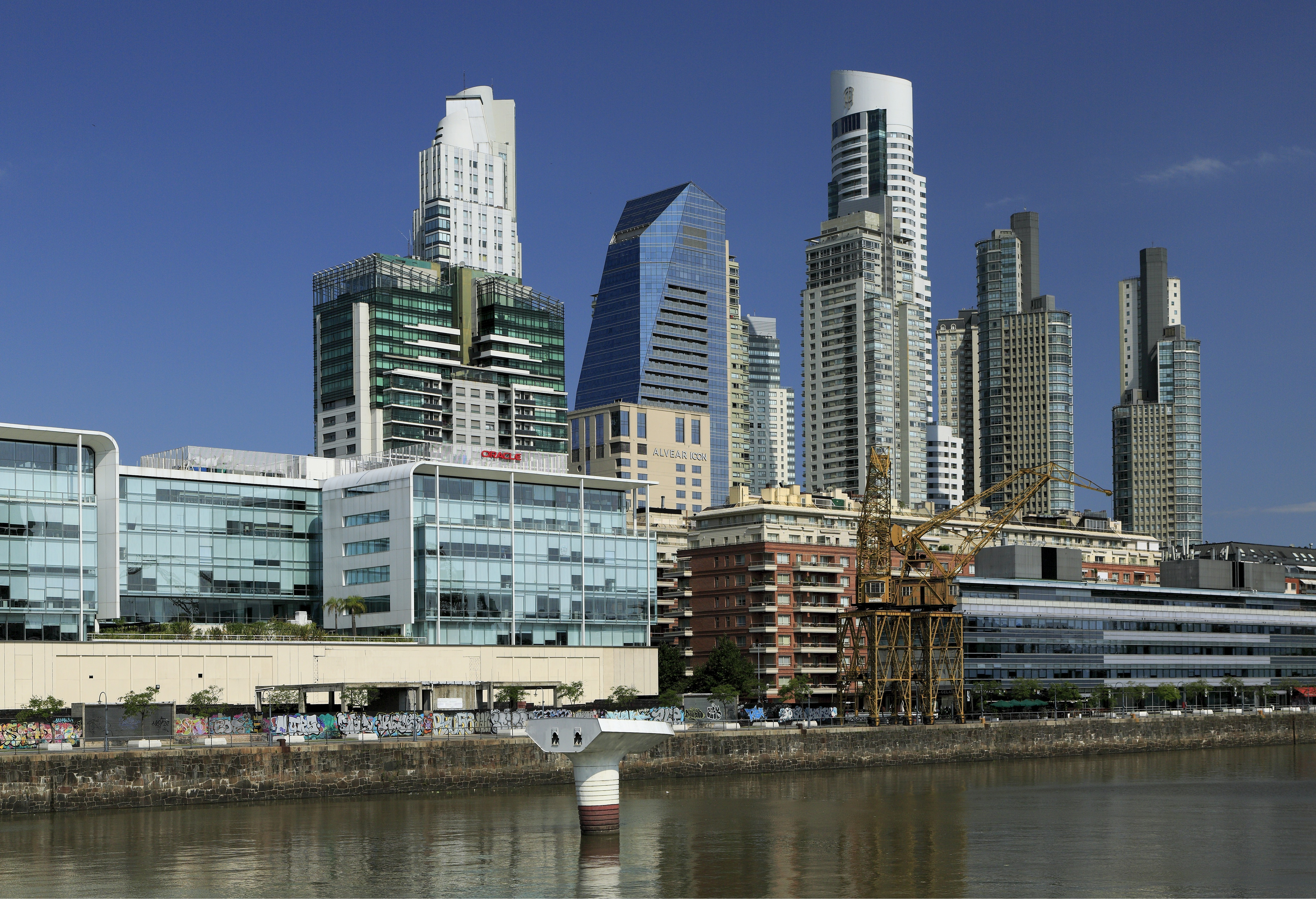
Puerto Madero.
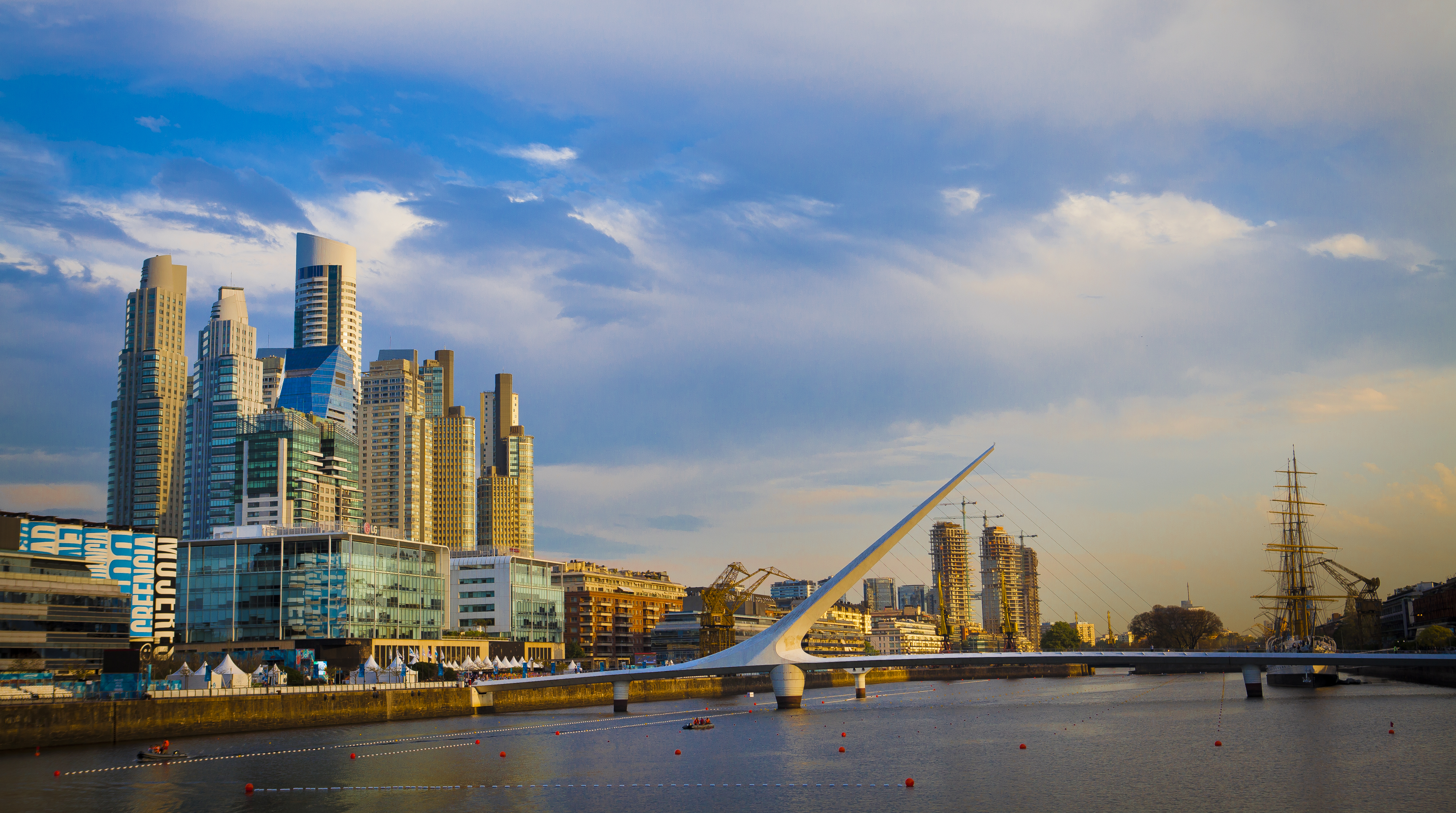
Puerto Madero och bron Puente de la Mujer.
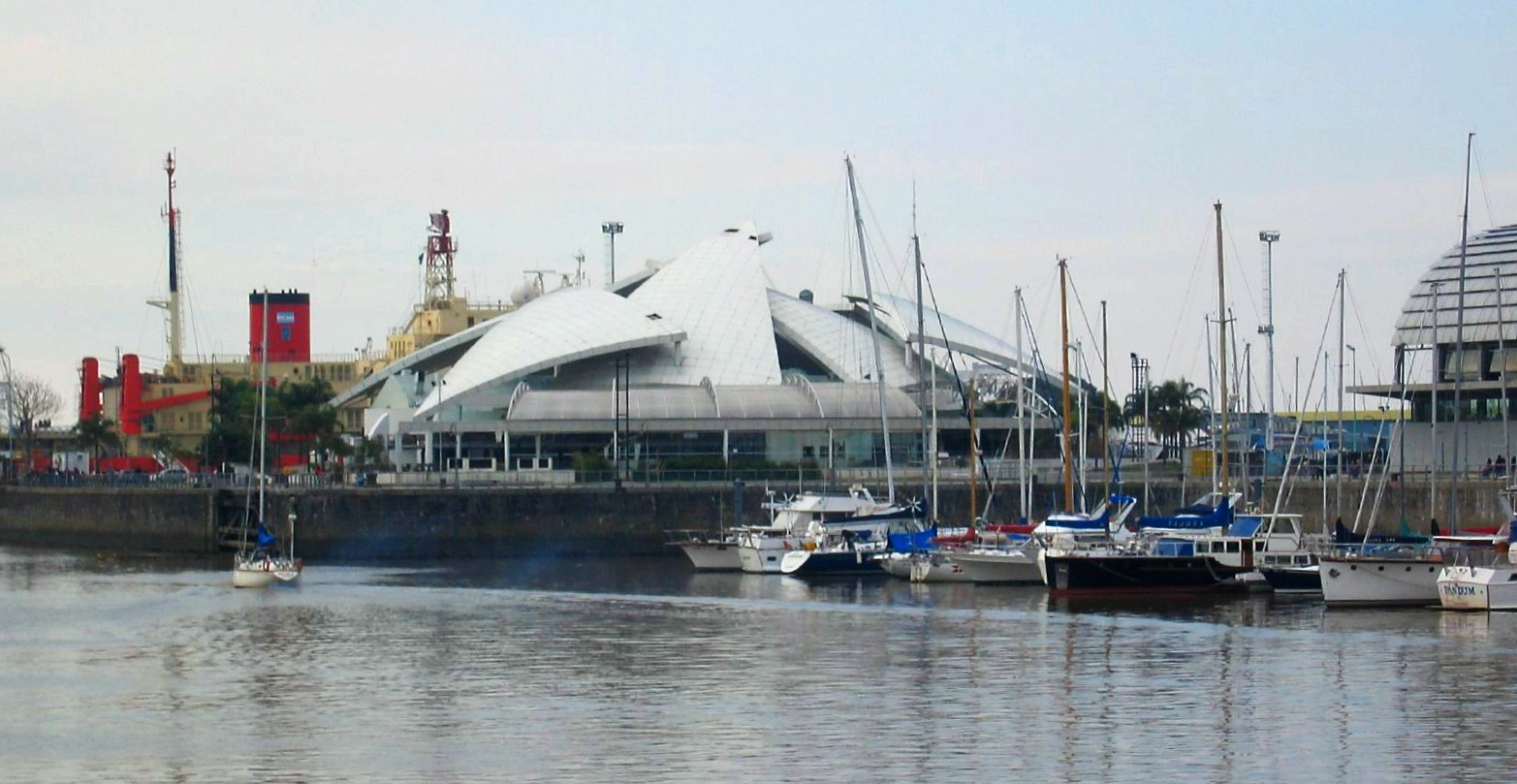
Diskotek och marina i Puerto Madero.